# مسجد پخت
مسجد پخت مربوط به دوره زند است و در شهرستان سربیشه، روستای پخت واقع شده و این اثر در تاریخ ۵ آذر ۱۳۸۰ با شمارهٔ ثبت ۴۴۸۳ به‌عنوان یکی از آثار ملی ایران به ثبت رسیده‌است. این بنا بر اساس کتیبه روی  ورودی شبستان مسجد، توسط امیر محمد خان عرب  خزیمه والی سربیشه و نهبندان و فرزند امیر علم خان اول در سال 1191 هجری قمری ساخته شده است.